# Buethwiller
Buethwiller település Franciaországban, Haut-Rhin megyében. Lakosainak száma 244 fő (2022. január 1.). Buethwiller Falkwiller, Traubach-le-Haut, Traubach-le-Bas, Gommersdorf, Hagenbach, Balschwiller és Wolfersdorf községekkel határos.

## Népesség
A település népességének változása:
| Lakosok száma | 263  | 269  | 276  | 277  | 281  | 279  | 267  | 256  | 244  |
|               | 2013 | 2015 | 2016 | 2017 | 2018 | 2019 | 2020 | 2021 | 2022 |